# Arcamont
Arcamont est une ancienne commune du Gers. En 1950, elle est rattachée à Roquelaure,. Aujourd'hui, un lieu-dit subsiste.

## Géographie
Arcamont se situe en Gascogne, dans le pays d'Auch, au sein de la commune de Roquelaure.

## Histoire
En 1801, la commune passa du canton de Lavardens au canton de Jegun. En 1950, Arcamont est fusionnée au sein de la commune de Roquelaure. En 1973, Roquelaure est transférée au canton d'Auch-Nord-Ouest. En 2014, cette dernière est transférée au canton de la Gascogne-Auscitaine.

## Population et société

### Démographie
| 1793 | 1800 | 1806 | 1821 | 1831 | 1836 | 1841 | 1846 | 1851 |
| ---- | ---- | ---- | ---- | ---- | ---- | ---- | ---- | ---- |
| 155  | 148  | 189  | 178  | 180  | lac. | 186  | 170  | 136  |

| 1856 | 1861 | 1866 | 1872 | 1876 | 1881 | 1886 | 1891 | 1896 |
| ---- | ---- | ---- | ---- | ---- | ---- | ---- | ---- | ---- |
| 127  | 131  | 135  | 115  | 110  | 100  | 107  | 69   | 83   |

| 1901 | 1906 | 1911 | 1921 | 1926 | 1931 | 1936 | 1946 | - |
| ---- | ---- | ---- | ---- | ---- | ---- | ---- | ---- | - |
| 78   | 68   | 55   | 50   | 37   | 43   | 46   | 36   | - |

## Culture et patrimoine

### Lieux et monuments
- Chapelle Saint-Blaise
- Château d'Arcamont
- Tour[a] datant du XIIIe siècle ou XIVe siècle

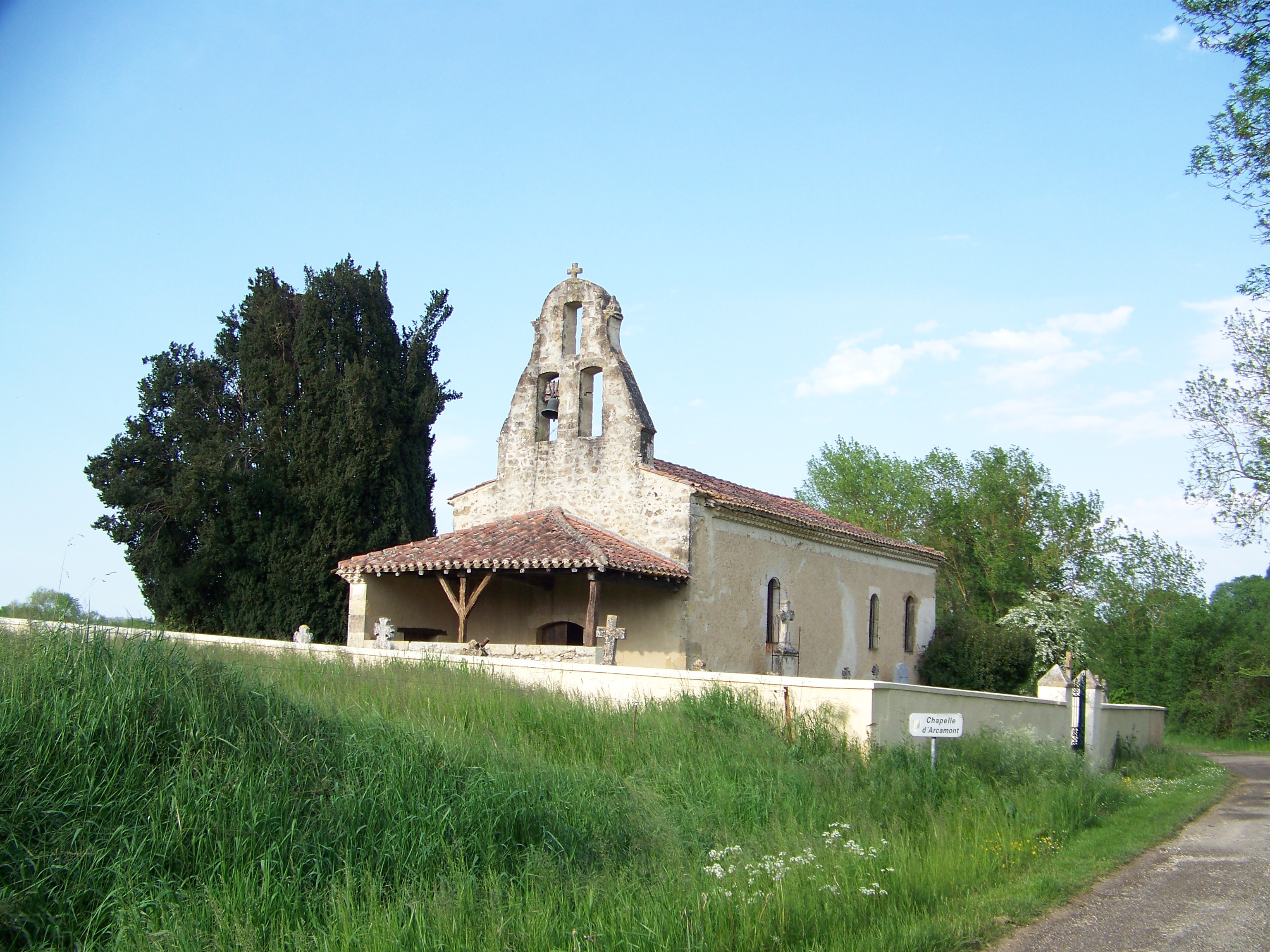
Vue différente de la chapelle.
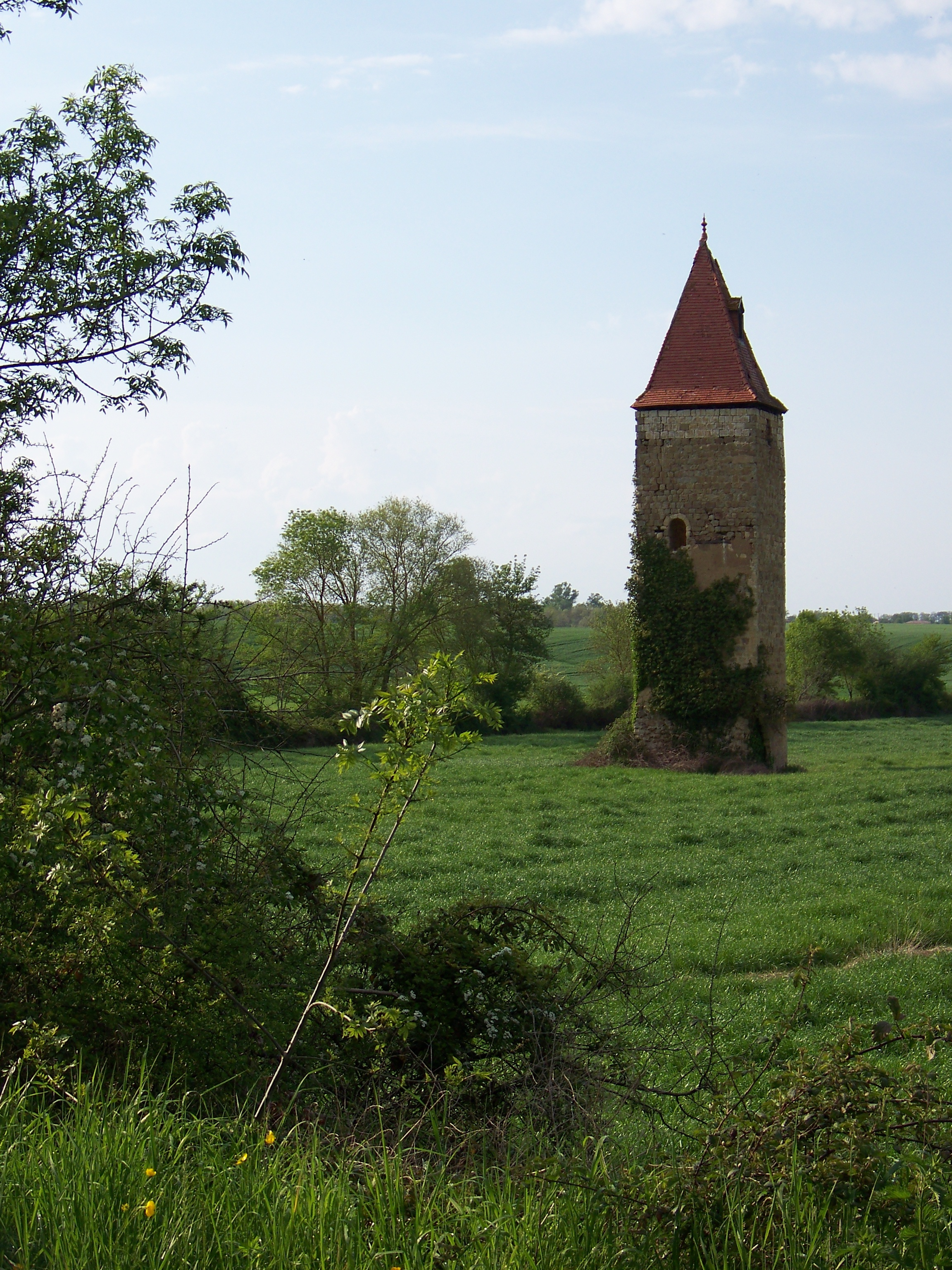
Tour.